# 4116 Elachi
4116 Elachi este un asteroid din centura principală, descoperit pe 20 septembrie 1982 de Eleanor Helin.